# Tyrone Brunson
Tyrone Brunson (* 29. Januar 1985 in Philadelphia), Kampfname „Young Gun“, ist ein US-amerikanischer Profiboxer im Mittelgewicht, Mid-American Champion und Rekordhalter für die meisten Erstrunden-K.o.´s in Folge.
Als Amateur trat Brunson ausschließlich in Jugendturnieren an und konnte dabei das Boxturnier Silver Gloves sowie die Pennsylvania State Golden Gloves gewinnen.
2005 wurde er Profi und konnte seine ersten 19 Kämpfe jeweils vorzeitig durch K. o. in der ersten Runde gewinnen, wobei er nie länger als 135 Sekunden im Ring stehen musste. Er stellte damit den Rekord von Edwin Valero ein (18 Erstrunden K.o.´s in Folge). Seinen kürzesten Kampf absolvierte er dabei am 20. August 2005 gegen Terry Rork, als er bereits nach 17 Sekunden durch K. o. gewann. Hier sei jedoch anzumerken, dass nur einer dieser Gegner eine positive Kampfbilanz aufweisen konnte und zwar James Morrow, gegen den er am 4. Februar 2006 seinen Mid-American-Titel gewann. Die anderen 18 Gegner hatten eher den Status eines Aufbaugegners, sechs von ihnen bestritten gegen Brunson gar ihren ersten Profikampf.
Am 15. August 2008 ging dann die spektakuläre K.o.-Serie zu Ende, als er gegen Antonio Soriano ein Unentschieden boxte. Bei seinem nächsten Kampf am 2. Oktober 2009, brachte er es gegen Marcos Primera zu einem einstimmigen Punktesieg, ehe er am 7. November selben Jahres gegen Jose Medina durch K. o. in Runde 3 gewann.
Am 4. Dezember 2009 stieg er gegen Carson Jones in den Ring und musste dabei seine erste Niederlage hinnehmen, als er in Runde 3 K. o. ging. Es folgten weitere Niederlagen, unter anderem gegen James De la Rosa, Tony Harrison und Dennis Hogan.
Seinen bis dahin bedeutendsten Sieg feierte er am 24. Juni 2017, als er den ehemaligen Weltmeister Kermit Cintrón durch Knockout in der fünften Runde besiegte.